# La Mano Peluda
La Mano Peluda es un programa de radio que se sigue transmitiendo desde México para el mundo; el cual se basa en la difusión de relatos de radio-terror (donde la gente llama a un programa de radio en vivo y relata sus testimonios). Es transmitido por Radio Fórmula.  
El programa inició el 13 de agosto de 1995 y fue creación de Mario Córdova, entonces director artístico de la estación de radio 104.1 FM. El primer conductor fue Rubén García Castillo quien transmitió durante cuatro años. Posteriormente, de 1999 al 2010,  La Mano Peluda estuvo a cargo de Juan Ramón Sáenz. Del 2010 a enero del 2018 regresó Rubén García Castillo y a partir del 15 de enero del 2018 hasta la fecha está bajo la conducción de Gina Avilés y  Nacho Muñoz quienes han sido los  productores de la emisión desde hace veinticinco años y ahora conductores de la misma.  
Es una emisión de lo insólito, lo sobrenatural y lo que no tiene explicación lógica a través de relatos de los radioescuchas y comentarios del tema propuesto cada noche. 
Estaciones de radio que transmiten el programa La Mano Peluda:
REPÚBLICA MEXICANA
Ciudad de México 1470AM/20:00hrs.
Ciudad Guzmán, Jalisco 96.7FM/22:00hrs.
Ciudad Juárez, Chihuahua 1460AM/21:00 hrs.
Coatzacoalcos, Veracruz. 98.5 FM/22:00 hrs.
Culiacán, Sinaloa 88.7 FM/21:00 hrs.
Durango 105.3FM/590AM/22:00 hrs.
Guadalajara 1230AM/01:00hrs
Guerrero 105.5 FM/810 AM/22:00 hrs.
La Paz, BCS 97.5 FM/ 790 AM/21:00 hrs.
Mazatlán, Sinaloa 91.3 FM/1470AM/21:00hrs.
Monterrey 1230 AM/01 de la mañana
Poza Rica, Veracruz 100.1 FM/22:00hrs.
Tabasco, Villahermosa 94.1 FM/22:00 hrs.
Tijuana 950 AM/20:00 hrs.
Torreón 105.9FM/01:00hrs.
Querétaro 88.7 FM /22:00 hrs.

ESTADOS UNIDOS
Georgia 94.3 FM / 22:00 hrs.
Las Vegas, Nevada 87.7 FM 21:00 hrs.